# ادگار کینه
ادگار کینه (به فرانسوی: Edgar Quinet) نویسنده و مورخ قرن نوزدهم میلادی اهل فرانسه است. او تنها فرزند خانواده بود، مادر او فردی تحصیل کرده و پروتستان بود که نفوذ زیادی بر وی داشت، او در لیون مدرسه می‌رفت اما با اصرار پدرش مدرسه را ترک گفت و به ارتش پیوست، مسیر زندگی او زمانی تغییر کرد که به پاریس نقل مکان کردند و از ارتش خارج شد و در یک شرکت ادبیاتی مشغول کار شد، اولین کار ادبیاتی و نویسندگی او Les Tablettes du Juif-errant بود که در سال ۱۸۲۳ انتشار داد.
او با عضویت در هیئت نمایشنامه انتقادی پاریس درآمد و با انتشار مقالاتی به آن‌ها کمک می‌کرد، مدتی بعد در سال ۱۸۳۳ او با یک دختر آلمانی به اسم مینا (Minna)ازدواج کرد.

## مقام استادی
کینه در سال ۱۸۴۲ به مقام استادی دست یافت، او در دانشگاه پاریس به عنوان کسی که بحث و جدل می‌کند شناخته می‌شد، وی دو کتاب در سال‌های ۱۸۴۲ و ۱۸۴۴ منتشر کرد، وی به دلیل سخنرانی‌های زیادی که دربارهٔ نفوذ کلیسا در زندگی مردم داشت مورد انتقاد دولت فرانسه قرار گرفت و برای حمایت از این نظریه که دین یک نیروی تعیین‌کننده در جوامع است از دانشگاه اخراج شد.

## انقلاب ۱۸۴۸
در این زمان ادگار کینه یک جمهوری‌خواه بود و با ترغیب مردم به براندازی حکومت منجر به سرنگونی پادشاه فیلیپ شد، و پس از مدتی به مجلس رفت.

## مرگ
او در سال ۱۸۷۵ به دلیل کهولت سن در پاریس وفات یافت.